# Стирпник
Стирпник (словен. Stirpnik) — поселення в общині Шкофя Лока, Горенський регіон, Словенія. Висота над рівнем моря: 744,1 м.